# Carex supina
Carex supina là một loài thực vật có hoa trong họ Cói. Loài này được Willd. ex Wahlenb. mô tả khoa học đầu tiên năm 1803.

## Hình ảnh

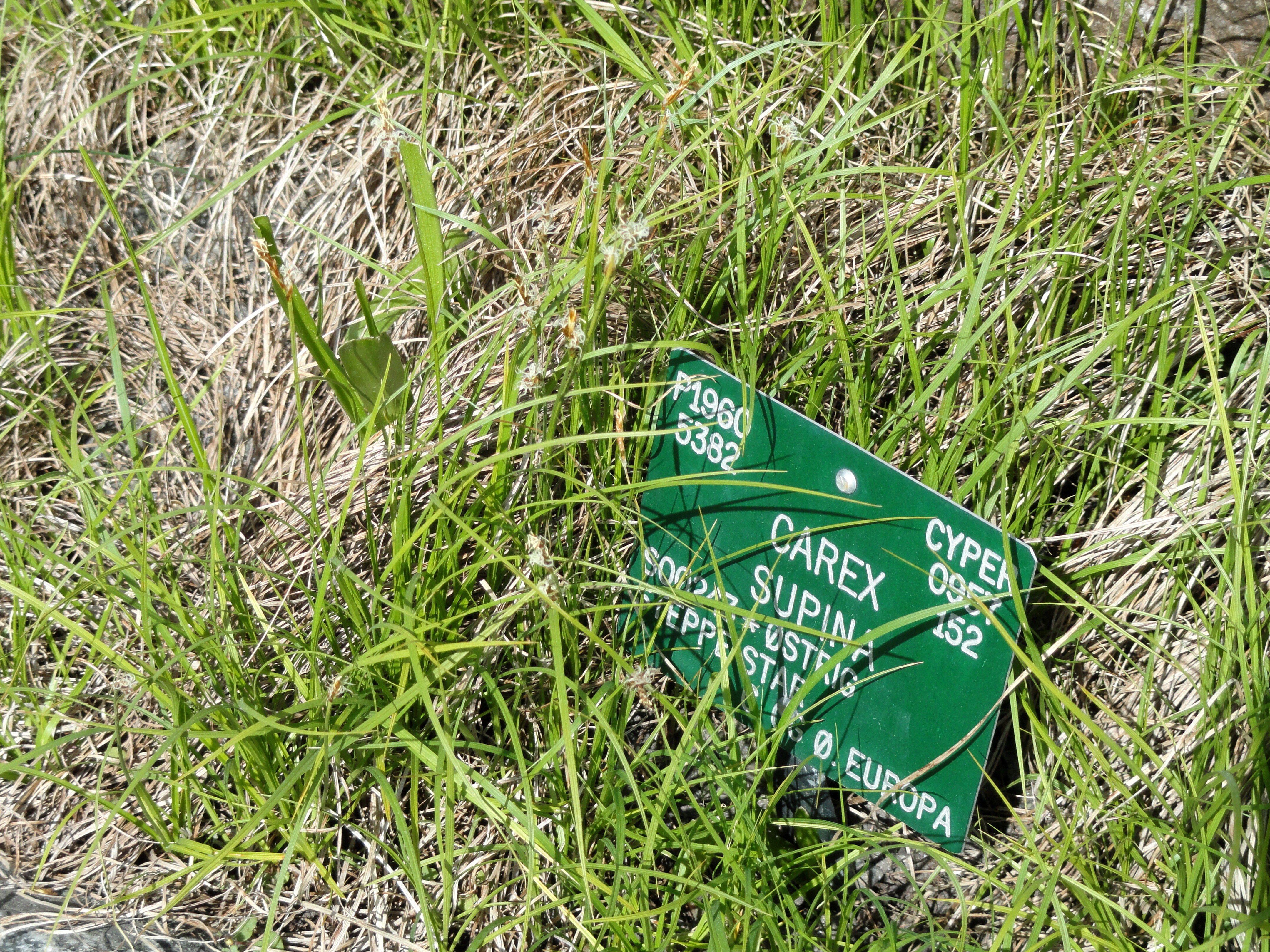
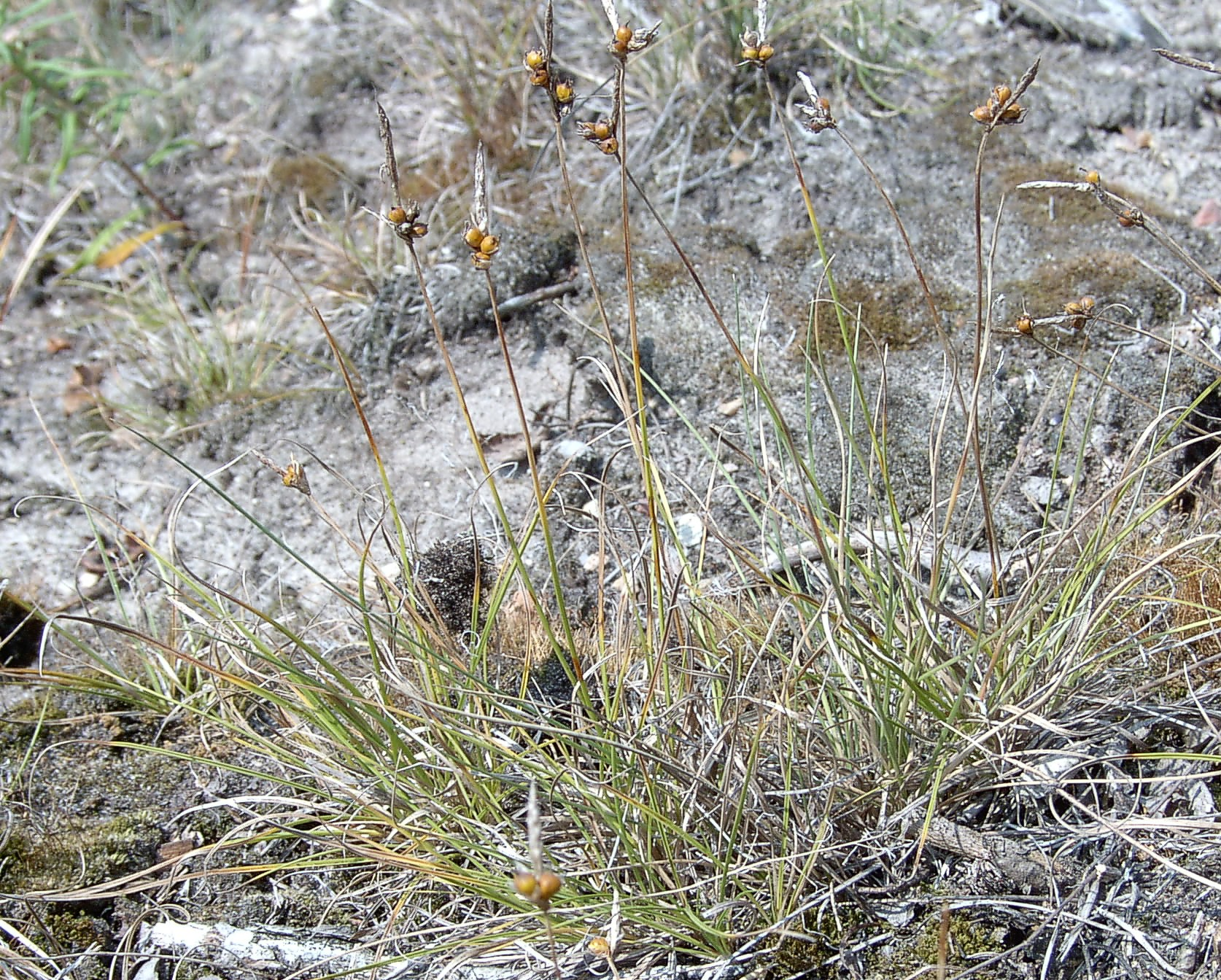
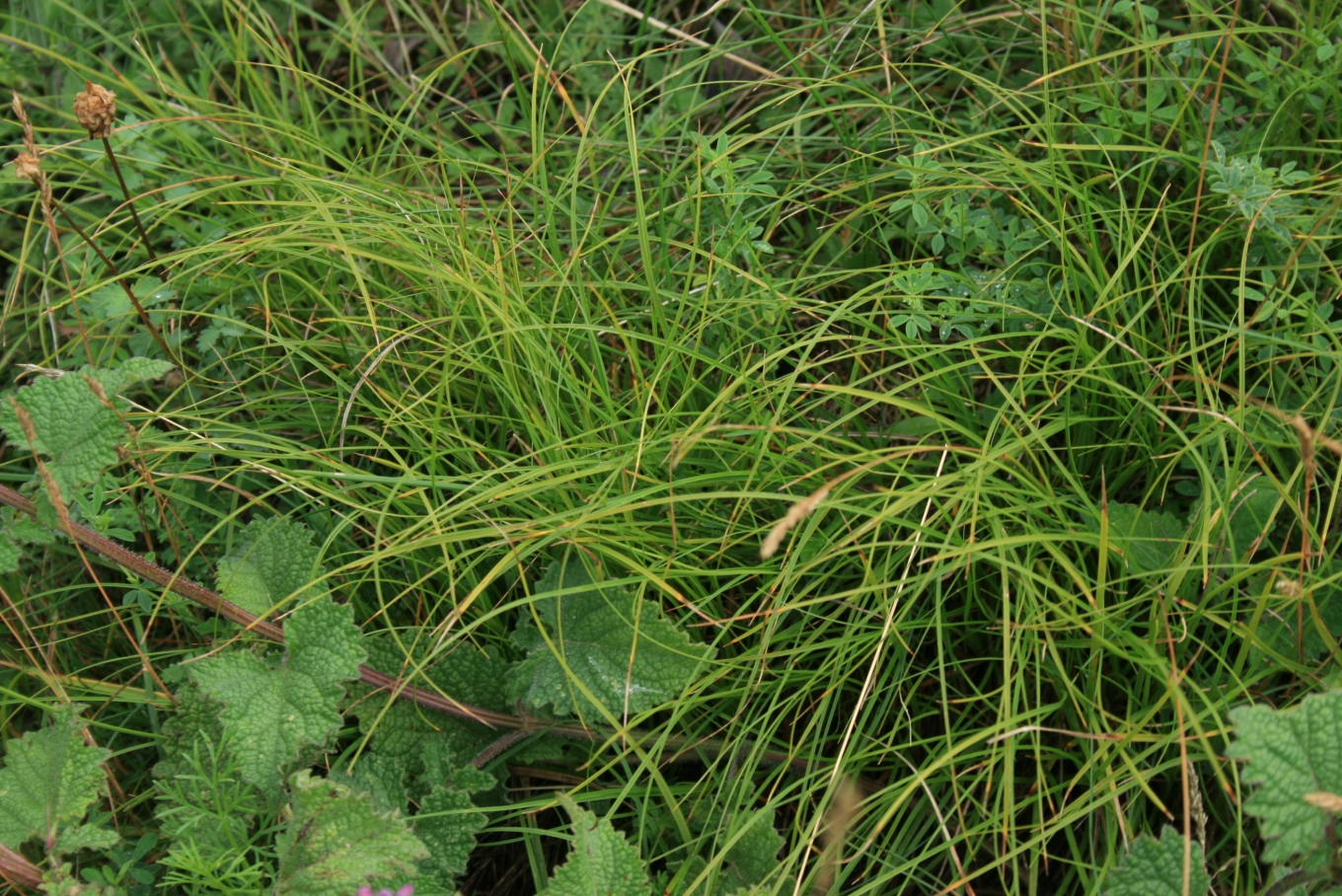